# Parafia Świętych Apostołów Piotra i Pawła w Radęcinie
Parafia pw. Świętych Apostołów Piotra i Pawła w Radęcinie – parafia rzymskokatolicka, należąca do dekanatu Drawno, archidiecezji szczecińsko-kamieńskiej, metropolii szczecińsko-kamieńskiej. W parafii posługują księża archidiecezjalni. Według stanu na wrzesień 2018 proboszczem parafii był ks. Zdzisław Koch. Po przejściu na emeryturę księdza Zdzisława Kocha proboszczem parafii został ksiądz Maciej Bagdziński

## Miejsca święte

### Kościół parafialny
Kościół Świętych Apostołów Piotra i Pawła w Radęcinie

### Kościoły filialne i kaplice
- Kościół Matki Bożej Częstochowskiej w Głusku[1]
- Kościół Niepokalanego Poczęcia Najświętszej Maryi Panny w Starym Osiecznie[1]
- Kościół Wniebowzięcia Najświętszej Maryi Panny w Słowinie[1]
- Kościół Podwyższenia Krzyża Świętego w Wołogoszczy[1]